# Động đất Simeulue 2008
Động đất Simeulue 2008 (tiếng Indonesia: Gempa bumi Simeulue 2008) là trận động đất xảy ra vào lúc 15:08 (WITA), ngày 20 tháng 2 năm 2008. Trận động đất có cường độ 7.4 richter, tâm chấn độ sâu khoảng 26 km. Hậu quả trận động đất đã làm 4 người chết, 25 người bị thương.